# Jorge Raul da Silva Preto
Jorge Raul da Silva Preto (Lisboa, Anjos, 4 de Abril de 1938) é um diplomata de carreira jubilado, professor universitário, investigador e ensaísta português.
Fez parte do movimento intelectual Filosofia Portuguesa, tendo acompanhado Álvaro Ribeiro no seu magistério filosófico. A propósito de uma referência de Jorge Preto ao filósofo portuense, e num texto sobre o referido mestre inserido na revista Tempo Presente, em 1960, José Maria Alves, editor daquela publicação de cultura, considera o primeiro como um dos nossos mais novos e mais lúcidos pensadores".

## Biografia
Licenciou-se em Direito na Universidade Clássica de Lisboa havendo sido convidado pela sua antiga Faculdade, em 2017, a colaborar numa colectânea de depoimentos e memórias sobre o seu tempo de estudante, obra colectiva em que participaram alguns notáveis formados naquele  mesmo estabelecimento de ensino superior e a que se deu o título de "Testemunhos para o Futuro".
Em 1964, juntamente com João Ameal, Sallès Paes, Horácio de Castro Guimarães, Josué Pinharanda Gomes, entre outros, participou na criação da Liga do Escritores Católicos e na fundação da sua revista.
Como diplomata de carreira, admitido por concurso público em 1962, depois de ter sido nomeado primeiro-secretário da embaixada portuguesa de Otava, no Canadá, onde em 1970 foi encarregado de Negócios Interino. Em 1974 foi chefiar o consulado de São Salvador da Baía. Mais tarde, foi nomeado pelo Presidente da República Portuguesa, em 20 de Outubro de 1994, sob proposta XII Governo Constitucional de Portugal, embaixador extraordinário e plenipotenciário em Dakar, cargo que acumulou com o de embaixador não residente em 1995 no Mali e em 1997 na Mauritânia. Posteriormente, sob a proposta do XIII Governo Constitucional de Portugal, em 1 de Março de 1999, foi designado para exercer as funções de chefe da nossa missão diplomática em Riade, Arábia Saudita e acumulando com o lugar de embaixador não residente para os Emirados Árabes Unidos, o Kuwait, o Iémen, o Barém e o Qatar assim como em Oman logo em 2020.
É membro da Academia Portuguesa de História,  onde foi elevado a académico de mérito e é académico correspondente da Academia de Letras da Bahia e do Instituto Geográfico e Histórico da Bahia.
Foi agraciado com a grã-cruz da Ordem de Mérito em 4 de Novembro de 1994 e de oficial da Ordem do Infante D. Henrique em 5 de Janeiro de 1979.

## Publicações
Dedicou alguns estudos à ciência heráldica e à história da cultura e mítica de Portugal.
Ainda jovem fez o levantamento e análise das pedras de armas de Sesimbra - «Pedras de armas de Sesimbra e seu termo» (1955) e «Sesimbra: no mito e na história da Portugal» (1967). Foi o autor de um ensaio sobre uma temática muito pouco tratada em Portugal e no estrangeiro: «Des armoiries qui parlent: propos sur la science du blason et de la linguistique» (1986). Também se lhe deve um  ensaio interpretativo do Sebastianismo com o título de «Messianismo Sebástico. A História entre o mito e a lenda profética».
Amigo de António Quadros  e de Afonso Botelho, com quem, entre outros, elaborou e subscreveu um extenso «Manifesto à Nação», assim como colaborou no jornal 57 onde aquele documento foi difundido. Em memória do primeiro dos referidos autores escreveu «Pensador do Tempo que foi e do Tempo que será». Sobre a obra do segundo publicou «Afonso Botelho e o Poder Real».
Outros títulos:
- «Do Capital ao Mando» (1960).[31]
- «As insígnias cruciformes das ordens de cavalaria e o seu simbolismo» (1996).[32]

## Dados genealógicos
Filho de Maria da Conceição (Corrêa da Rocha) Lopes Viegas da Silva e de e Raul de Oliveira Preto, cuja ascendência remonta a João Preto que acompanhou D. João I de Portugal ao cerco de Tui (1398) e onde faleceu em combate.
Casou comː
- Lygia de Toledo Neder, licenciada em Letras Clássicas pela Universidade Católica de Belo Horizonte, Brasil, pós-graduada pela Universidade de Lisboa e pelo Instituto de Cultura Hispânica, em Madrid, antiga professora-adjunta da Universidade de Brasília e docente convidada da Universidade de Dacar.

Filho do casal:
- Jorge Miguel de Toledo Neder Preto.[33]